# Étienne Jacques Travers
Étienne Jacques Travers, baron van Jever, ook wel Steven Jacob Travers genoemd, (Nehou 22 oktober 1765 - Sint-Truiden 10 september 1827) was een generaal in dienst van het Franse koninkrijk, de Franse republiek, het Koninkrijk Holland, het Eerste Franse Keizerrijk van Napoleon en het Verenigd Koninkrijk der Nederlanden. Hij vocht in de Slag bij Leipzig in 1813 en de Slag bij Waterloo in 1815 en raakte in beide veldslagen gewond.

## Levensloop
Travers werd geboren in het Franse departement Manche. Hij was een zoon van Etienne Travers en Suzanne Travers dit Rouge Terre. Zijn ouders hadden hem graag priester zien worden, maar hij werd liever militair. Soldaat geworden in 1787 werd hij weldra volledig opgenomen in de turbulenties van de revolutie. Hij steeg snel in rang, van brigadier in 1792 tot majoor in 1804.
In juni 1806 ging hij in dienst van het koninkrijk Holland, een vazalstaat van Napoleons Franse keizerrijk, en kreeg al snel verdere promotie, naar luitenant-kolonel op 3 juli en kolonel een dag later. Op 5 maart 1808 werd hij benoemd tot generaal-majoor en werd adjudant van koning Lodewijk I van Holland. Ook werd hij geridderd in de Koninklijke Orde van Verdienste, benoemd tot Commandeur van de Koninklijke Orde van Holland en ontving het Grootkruis van de Koninklijke Orde der Unie.
In 1809 werd Travers genaturaliseerd tot Nederlander en in 1810 was hij een van de weinigen die door koning Lodewijk Napoleon in de adel van het koninkrijk werd opgenomen. Hij werd benoemd tot baron van Jever. Hij ontving het in 1807 op de Russen veroverde gebied Jever in Oost-Friesland, het kasteel van Jever en een jaarlijkse koninklijke toelage van 6.000 gulden, een enorm bedrag in die tijd.
In 1813 werd hij ook nog in de empireadel opgenomen met de titel baron.
Tijdens de Britse invasie van Walcheren in 1809 had hij het bevel over de reserves in Noord-Brabant en werd later bevelhebber van de kustverdediging.
Na de Franse annexatie van Nederland in 1810 ging Travers weer in Franse dienst, met de rang brigadegeneraal en een tweede adellijke titel, Baron de l'Empire. Hij diende in de Grande Armée en werd zwaargewond door een kanonskogel in de Slag bij Leipzig in 1813. Na Napoleons aftreden en verbanning in 1814 werd hij op non-actief gezet.
Tijdens de Honderd Dagen (na Napoleons ontsnapping van Elba en terugkeer naar Frankrijk) diende Travers weer als Frans generaal. Als bevelhebber van de 2e Kurassiersbrigade van de 13e Cavaleriedivisie vocht hij in de Slag bij Quatre-Bras en de Slag bij Ligny op 16 juni 1815, en de Slag bij Waterloo op 18 juni, waarbij hij gewond raakte.
In 1816 ging Travers opnieuw in Nederlandse dienst, toentertijd bij het Verenigd Koninkrijk der Nederlanden, als generaal-majoor. Hij werd in 1825 gepromoveerd tot luitenant-generaal.
In 1824 werd hij een derde maal in de erfelijke adel verheven, opnieuw met de titel baron, overdraagbaar bij mannelijke eerstgeboorte.

## Familie
Hij was in 1811 getrouwd met de rijke Symphorosa Niess (1791-1867). Ze kregen twee dochters die adellijk trouwden:
- Laure Travers (1812-1895) met baron Charles Whettnall (1811-1882).
- Mathilde Travers (1813-1882) met jonkheer Edouard de Potesta (1802-1846).

Hij overleed op zijn kasteel Nieuwenhoven nabij Sint-Truiden in Belgisch-Limburg.
Hij was de eerste en de laatste adellijke Travers en de familie is, wat de naamdragers betreft, in 1895 uitgedoofd.

## Bron
- (en)  Geert van Uythoven: Napoleonic & Revolutionary Wars